# Chaetosturmia barbata
Chaetosturmia barbata är en tvåvingeart som beskrevs av Villeneuve 1915. Chaetosturmia barbata ingår i släktet Chaetosturmia och familjen parasitflugor.
Artens utbredningsområde är Madagaskar. Inga underarter finns listade i Catalogue of Life.